# Rhynchopyga xanthozona
Rhynchopyga xanthozona là một loài bướm đêm thuộc phân họ Arctiinae, họ Erebidae.